# Medidor de energia elétrica

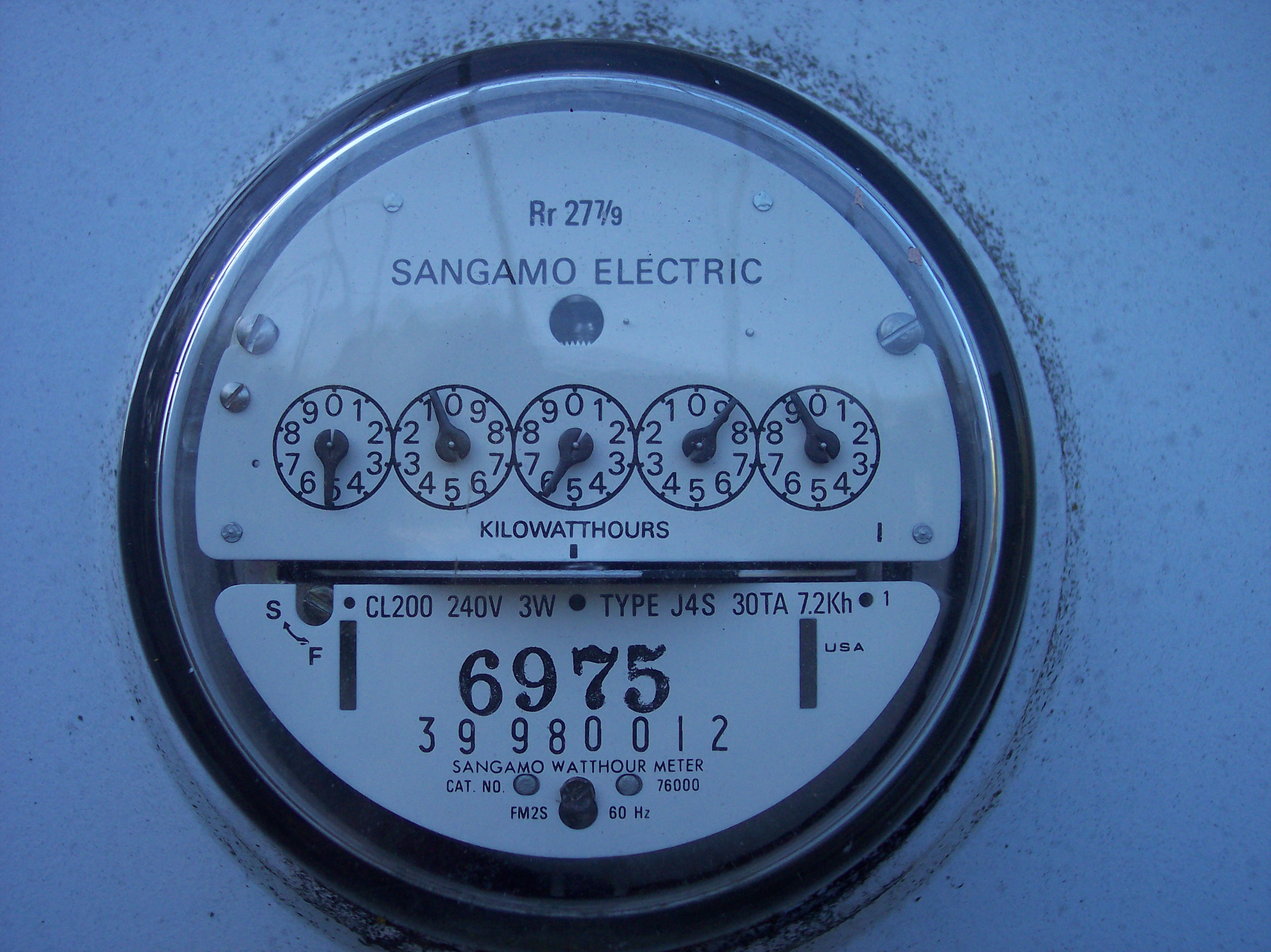
Medidor de energia convencional, fabricado nos Estados Unidos, 60Hz

Medidor de energia elétrica é um dispositivo que mede a quantidade de energia elétrica consumida por uma unidade de consumo. capaz de mensurar o consumo de energia elétrica. A unidade mais usada é kWh. Está presente na maioria das habitações no mundo moderno. Pode ser ligado diretamente entre a rede elétrica e a carga (casa) ou através de transformadores de acoplamento de tensão e/ou corrente.
As Principais partes do medidor são:
- Base: parte onde são fixadas todas as outras partes do equipamento;
- Bloco de Terminais: parte onde são acoplados os condutores de entrada(linha) e os condutores de saida(carga);
- Tampa: parte que tem por objetivo proteger os elementos internos do medidor. Na tampa são aplicados selos a fim de garantir a inviolabilidade do equipamento. Podem ser de metal, vidro ou policarbonato;
- Elemento sensor de corrente: é a parte responsável por mensurar a corrente elétrica na rede;
- Elemento sensor de tensão: é a parte responsável por mensurar a tensão életrica da rede;
- Mostrador: exibe o valor das grandezas registradas pelo equipamento(pode ser um display digital, ciclometros, "ponteiros");
- Registrador: parte responsável por guardar os valores das grandezas. No medidor com display é usada uma epron, nos medidores com mostrador analógico o próprio mostrador é o registrador;
- Disco: é a parte que fica girando com uma tarja preta quando os equipamentos da rede estão ligados. Cada volta do disco corresponde a uma quantidade de energia consumida, que é descrita pela constante de disco Kd(ler "cadê"). No medidor eletrônico não existe disco mas os circuitos do equipamento simulam a ação do disco medindo a energia através de pulsos que podem ser acompanhados por um led que pisca a cada pulso completo. A constante para medidores eletrônicos passa a ser Kh(ler "ca índice agá").

Este tipo de ligação é comumente utilizado em indústrias e consumidores de média (13,8 kV a 34,5 kV) e alta tensão (69 kV a 230 kV). Seus erros podem variar de menos de 0,02% a até 2,00% em condições controladas (25°C +/- 5°C, tensão nominal e corrente nominal) e dependem da aplicação desejada. Nas residências são comumente utilizados medidores de classe 2 (erro relativo percentual de +/- 2,00 %).

## Galeria

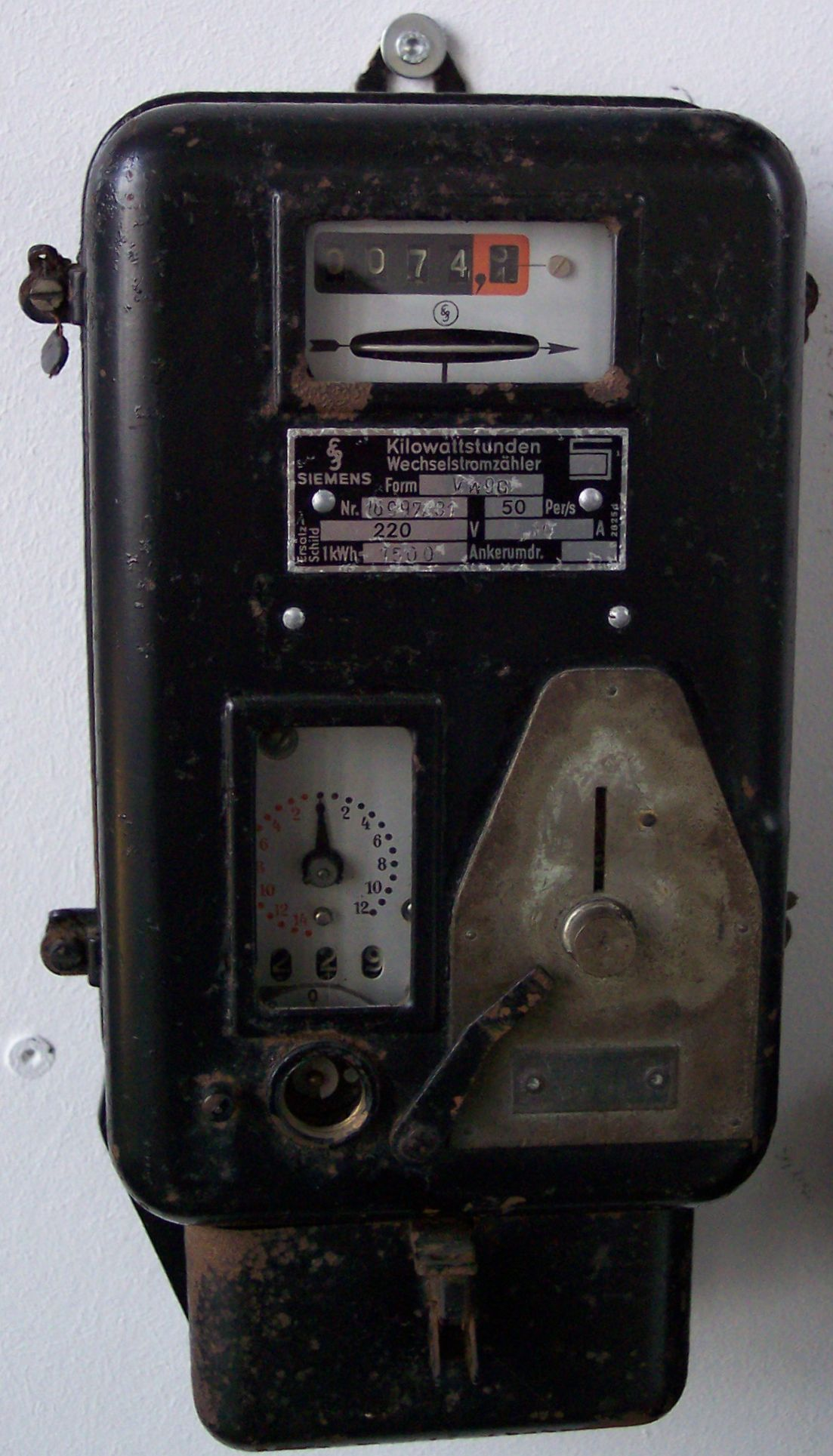
Pré-pago, fabricação alemã (50Hz)
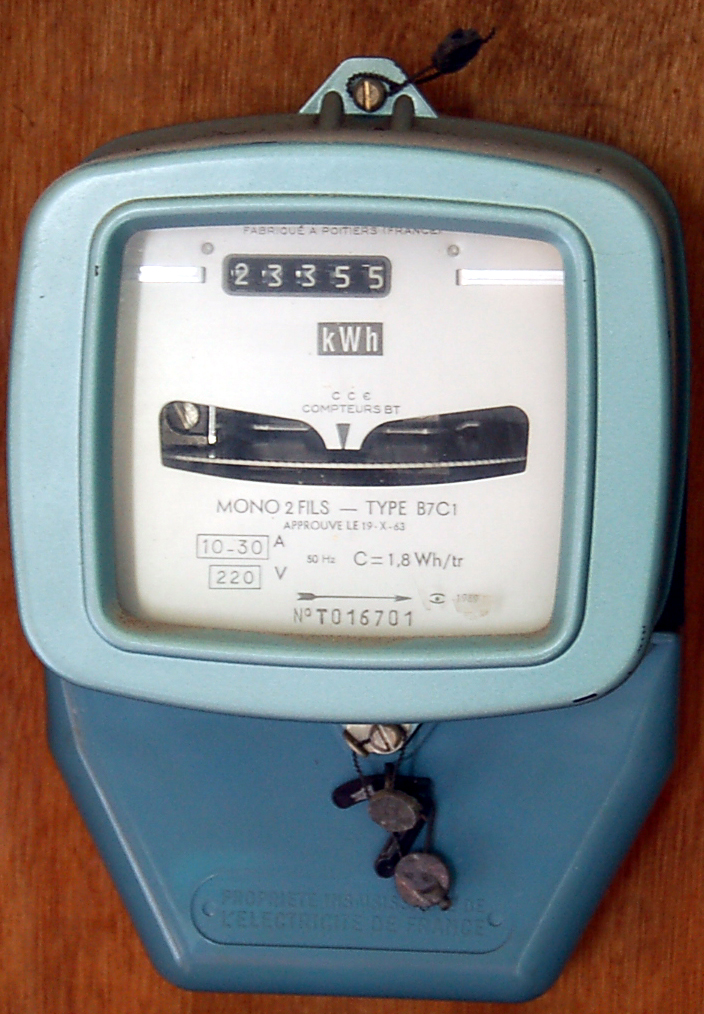
Convencional, fabricação francesa (50Hz)
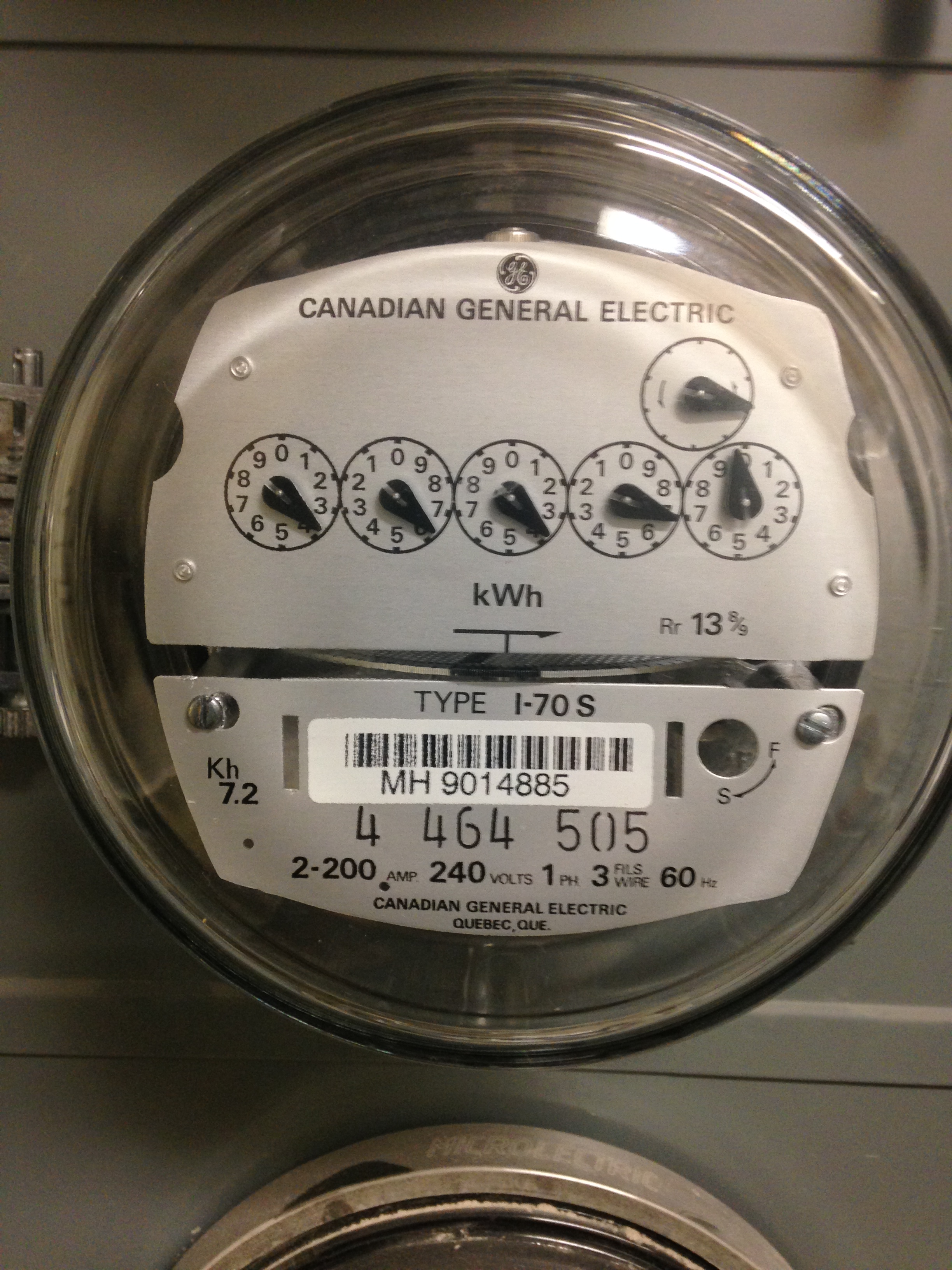
Convencional, fabricação canadense (60Hz)
Eletrônico, fabricação russa (50Hz)
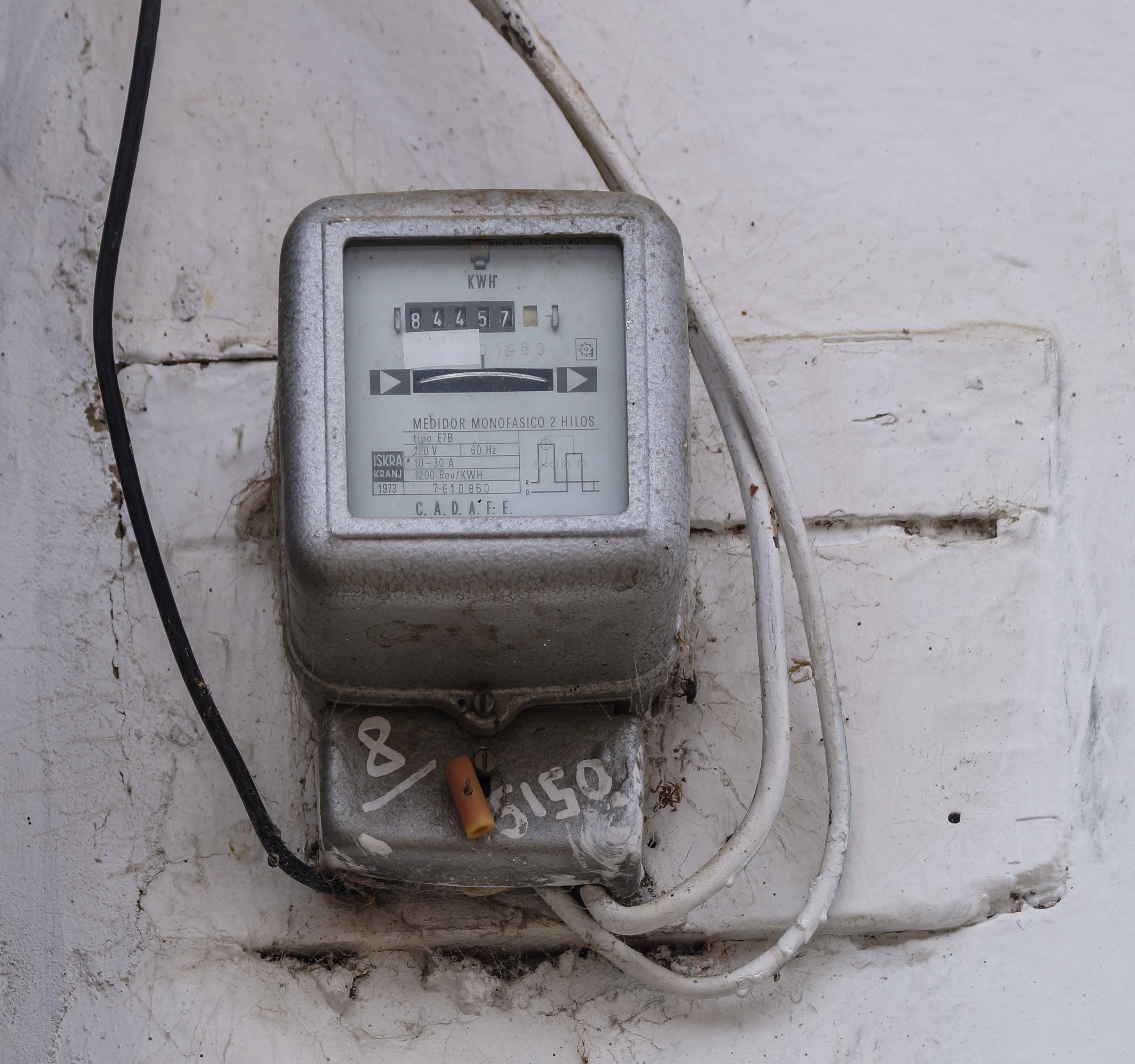
Monofásico, fabricação alemã (60Hz)